# Japan Cup 2019
La 28.ª edición de la Japan Cup se celebró el 18 de octubre de 2019 sobre una distancia de 144,2 kilómetros con inicio y final en Utsunomiya en Japón.
La carrera formó parte del UCI Asia Tour 2019 como competencia de categoría 1.HC siendo la última competición de este circuito para la temporada 2019. El neerlandés Bauke Mollema del Trek-Segafredo logró la victoria y lo acompañaron en el podio, como segundo y tercer clasificado respectivamente, el canadiense Michael Woods del EF Education First y el neozelandés Dion Smith del Mitchelton-Scott.

## Recorrido
La Japan Cup dispuso de un recorrido total de 144,2 kilómetros dando 14 vueltas a un circuito de 10,3 km en Utsunomiya.

## Equipos participantes
Tomaron parte en la carrera un total de 21 equipos, de los cuales 5 son equipos UCI WorldTour, 4 equipos de categoría Profesional Continental, 11 Continentales y la selección de Japón, quienes conformaron un pelotón de 121 ciclistas de los cuales terminaron 40. Los equipos participantes fueron:
| WorldTeams (5)- Bahrain-Merida - EF Education First - Mitchelton-Scott - Team Jumbo-Visma - Trek-Segafredo Equipos continentales profesionales (4)- Delko-Marseille Provence - Nippo Vini Fantini Faizanè - Team Novo Nordisk - Wallonie Bruxelles Equipos continentales (11)- Ljubljana Gusto Santic - Sapura - Thailand Continental - Wildlife Generation p/b Maxxis - Team Ukyo - Matrix Powertag - Kinan Cycling Team - Utsunomiya Blitzen - Shimano Racing Team - Bridgestone Cycling - Nasu Blasen Equipo nacional- Japón |
| |

## Clasificación final
Las clasificaciones finalizaron de la siguiente forma:
| \| Clasificación general \| Clasificación general \| Clasificación general \| Clasificación general \| Clasificación general \| \| Ciclista \| Ciclista \| Equipo \| Tiempo \| \| \| --------------------- \| --------------------- \| -------------------------- \| --------------------- \| --------------------- \| \| 1.º \| Bauke Mollema \| Trek-Segafredo \| 3 h 41 min 13 s \| \| \| 2.º \| Michael Woods \| EF Education First \| + 1 s \| \| \| 3.º \| Dion Smith \| Mitchelton-Scott \| + 44 s \| \| \| 4.º \| Paco Mancebo \| Matrix Powertag \| + 44 s \| \| \| 5.º \| Sepp Kuss \| Team Jumbo-Visma \| + 44 s \| \| \| 6.º \| Hideto Nakane \| Nippo-Vini Fantini-Faizanè \| + 52 s \| \| \| 7.º \| Neilson Powless \| Team Jumbo-Visma \| + 2 min 09 s \| \| \| 8.º \| Robert Gesink \| Team Jumbo-Visma \| + 2 min 09 s \| \| \| 9.º \| Kenny Molly \| Wallonie Bruxelles \| + 2 min 31 s \| \| \| 10.º \| Orluis Aular \| Matrix Powertag \| + 2 min 31 s \| \| |                 |                            |                 |
| |                 |                            |                 |
| Fuente: ProCyclingStats |                 |                            |                 |
| Clasificación general |                 |                            |                 |
| Ciclista | Ciclista        | Equipo                     | Tiempo          |
| 1.º | Bauke Mollema   | Trek-Segafredo             | 3 h 41 min 13 s |
| 2.º | Michael Woods   | EF Education First         | + 1 s           |
| 3.º | Dion Smith      | Mitchelton-Scott           | + 44 s          |
| 4.º | Paco Mancebo    | Matrix Powertag            | + 44 s          |
| 5.º | Sepp Kuss       | Team Jumbo-Visma           | + 44 s          |
| 6.º | Hideto Nakane   | Nippo-Vini Fantini-Faizanè | + 52 s          |
| 7.º | Neilson Powless | Team Jumbo-Visma           | + 2 min 09 s    |
| 8.º | Robert Gesink   | Team Jumbo-Visma           | + 2 min 09 s    |
| 9.º | Kenny Molly     | Wallonie Bruxelles         | + 2 min 31 s    |
| 10.º | Orluis Aular    | Matrix Powertag            | + 2 min 31 s    |

## UCI World Ranking
La Japan Cup otorgó puntos para el UCI World Ranking para corredores de los equipos en las categorías UCI WorldTeam, Profesional Continental y Equipos Continentales. Las siguientes tablas muestran el baremo de puntuación y los 10 corredores que obtuvieron más puntos:
| Posición   | 1.º | 2.º | 3.º | 4.º | 5.º | 6.º | 7.º | 8.º | 9.º | 10.º | 11.º | 12.º | 13.º | 14.º | 15.º | 16.º-30.º | 31.º-40.º |
| Puntuación | 200 | 150 | 125 | 100 | 85  | 70  | 60  | 50  | 40  | 35   | 30   | 25   | 20   | 15   | 10   | 5         | 3         |

| Clasificación |                 |                            |        |
| Posición      | Ciclista        | Equipo                     | Puntos |
| ------------- | --------------- | -------------------------- | ------ |
| 1.º           | Bauke Mollema   | Trek-Segafredo             | 200    |
| 2.º           | Michael Woods   | EF Education First         | 150    |
| 3.º           | Dion Smith      | Mitchelton-Scott           | 125    |
| 4.º           | Paco Mancebo    | Matrix-Powertag            | 100    |
| 5.º           | Sepp Kuss       | Jumbo-Visma                | 85     |
| 6.º           | Hideto Nakane   | Nippo-Vini Fantini-Faizanè | 70     |
| 7.º           | Neilson Powless | Jumbo-Visma                | 60     |
| 8.º           | Robert Gesink   | Jumbo-Visma                | 50     |
| 9.º           | Kenny Molly     | Wallonie Bruxelles         | 40     |
| 10.º          | Orluis Aular    | Matrix-Powertag            | 35     |